# Bruno Beyrath
Bruno Ernst Beyrath, född 6 oktober 1853 i Kides, död 8 december 1893 i Kajana, var en finländsk borgmästare.
Beyrath, som var son till kaplan Johan Ernst Beyrath och Sofia Gustava Viktoria Deck, blev student vid Kuopio gymnasium 1871, avlade rättsexamen vid Helsingfors universitet 1879 och blev vicehäradshövding 1882. Han var borgmästare i Kajana från 1886 till sin död. Han ingick 1880 äktenskap med Alexandra Katarina Brander.